# 22, avenue de la Victoire
 (signalé en août 2025).
Si vous disposez d'ouvrages ou d'articles de référence ou si vous connaissez des sites web de qualité traitant du thème abordé ici, merci de compléter l'article en donnant les références utiles à sa vérifiabilité et en les liant à la section « Notes et références ».
- Archive Wikiwix
- Bing
- Cairn
- DuckDuckGo
- E. Universalis
- Gallica
- Google
- G. Books
- G. News
- G. Scholar
- Persée
- Qwant
- (zh) Baidu
- (ru) Yandex
- (wd) trouver des œuvres sur Wikidata

22, avenue de la Victoire est une mini-série dramatique française en treize épisodes de 14 minutes, écrite et réalisée par Marcel Moussy. Elle est diffusée entre le 17 et le 30 octobre 1965 sur la deuxième chaîne de l'ORTF.

## Synopsis
À Nice, la famille Grotarolla se réunit pour les fêtes de fin d'année. La famille se compose de Victor et Galina, de leurs trois enfants, Albertine, rentrée de Paris pour l'occasion ; Fernande qui se dispute toujours avec son mari Bertrand et Julien qui va bientôt partir faire ses études à Marseille.

## Distribution
- Jean Daniel : Victor
- Anne Roudier : Nicole dite « Galina »
- Maryse Méjean : Albertine
- Nicole André : Fernande
- Henri-Jacques Huet : Jacques
- Pierre Nunzi : Julien
- André Nader : Bertrand
- Suzanne Courtal : Mme Moraldo
- Corinne Armand : Marinette, la fille de Fernande et Bertrand
- Franck Cabot-David : le fils de Fernande et Bertrand
- Bénédict Oudard : Christine, la fille d'Albertine

## Production

### Fiche technique
- Réalisation : Marcel Moussy
- Scénario : Marcel Moussy et Betty Ulmer
- Photographie : Marc Fossard
- Direction artistique : Pierre Vouillon
- Décors : Madeleine Monnier
- Costumes : Francine Zaborska
- Montage : Guy Fourmond
- Musique (Illustration sonore) : Hubert d'Auriol
- Production : Marcel Croella
- Sociétés de production :
- Sociétés de distribution : Deuxième chaîne de l'ORTF
- Pays d'origine :  France
- Langue originale : Français
- Format : Noir et blanc - Son : Mono
- Genres : Comédie
- Durée : 14 minutes
- Date de première diffusion : 17 octobre 1965

## Épisodes
1. Le Réveillon
2. Les Cartes
3. Le Linoleum
4. Un jour aux courses
5. Lendemain de fête
6. L'Appendicite
7. La Campagne électorale I
8. La Campagne électorale II
9. La Neuvaine à Sainte Rita
10. Nice by night
11. Les Soldes
12. Chez Victor
13. Fermé pour cause de fiançailles

### Épisode 1:Le Réveillon
- 17 octobre 1965 sur la Deuxième chaîne de l'ORTF

- Viviane Méry : Mme Nusse
- Laura Ulmer : Germaine
- Pierre Maguelon : Pépé

### Épisode 2:Les Cartes
- 18 octobre 1965 sur la Deuxième chaîne de l'ORTF

### Épisode 3:Le Linoleum
- 19 octobre 1965 sur la Deuxième chaîne de l'ORTF

### Épisode 4:Un jour aux courses
- 20 octobre 1965 sur la Deuxième chaîne de l'ORTF

- Francis Gag : le parieur du bar
- Charles Kerdax : le maire
- Louis Decugis : le policier

### Épisode 5:Lendemain de fête
- 22 octobre 1965 sur la Deuxième chaîne de l'ORTF

- Raoul Curet : le garagiste
- Edmond Ardisson : le coiffeur

### Épisode 6:L'Appendicite
- 23 octobre 1965 sur la Deuxième chaîne de l'ORTF

- Marc Laurent : l'ami de Julien
- Rolande Cabanis : Françoise, l'infirmière

### Épisode 7:La Campagne électorale I
- 24 octobre 1965 sur la Deuxième chaîne de l'ORTF

- Rolande Cabanis : Françoise, l'infirmière

### Épisode 8:La Campagne électorale II
- 25 octobre 1965 sur la Deuxième chaîne de l'ORTF

- Jacques Francel
- Jean Rustan

### Épisode 9:La Neuvaine à Sainte Rita
- 26 octobre 1965 sur la Deuxième chaîne de l'ORTF

- Laura Ulmer : Germaine
- Pierre Maguelon : Pépé
- Roger Riffart : le psychiatre

### Épisode 10:Nice by night
- 27 octobre 1965 sur la Deuxième chaîne de l'ORTF

- Jacqueline Vandal

### Épisode 11:Les Soldes
- 28 octobre 1965 sur la Deuxième chaîne de l'ORTF

- Rolande Cabanis : Françoise, l'infirmière

### Épisode 12:Chez Victor
- 29 octobre 1965 sur la Deuxième chaîne de l'ORTF

- Andrex
- Georges Bœuf
- Joseph Smacchia
- Paul Crauchet : le sacristain
- Robert Castel

### Épisode 13:Fermé pour cause de fiançailles
- 30 octobre 1965 sur la Deuxième chaîne de l'ORTF

- Paul Crauchet : le sacristain
- Rolande Cabanis : Françoise, l'infirmière
- Henriette Bœuf